# Tanya

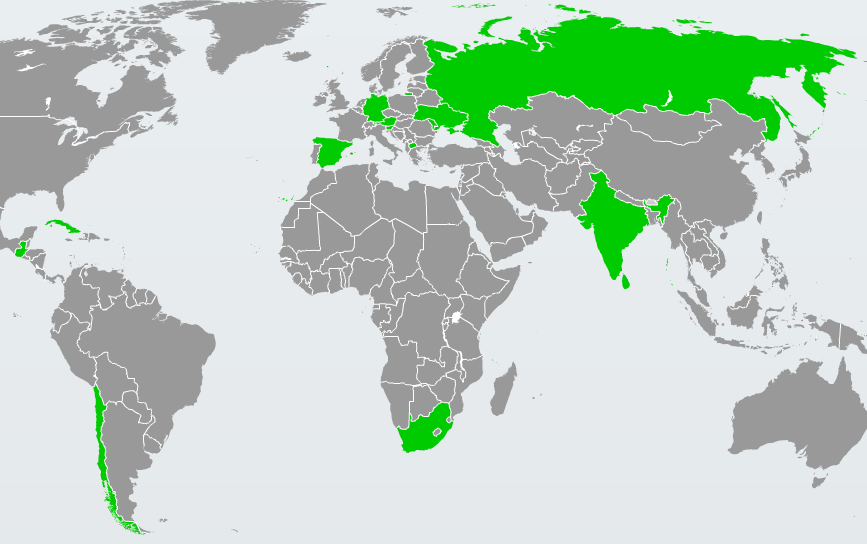
Weltweite Verbreitung des Namens Tanya: Grün markiert sind die Länder, in denen Tanya zu den 100 beliebtesten Vornamen bei Neugeborenen oder in der Bevölkerung zählt.

Tanya ist ein weiblicher Vorname.

## Herkunft und Bedeutung
Tanya ist eine englische Schreibweise des Namens Tanja, der eine russische Kurzform von Tatjana ist.
Der Name wurde in den 1930er Jahren im englischen Sprachraum populär.

## Namensträgerinnen
- Tanya Abrol (* 1986), indische Filmschauspielerin
- Tanya Allen (* 1975), kanadische Schauspielerin
- Tanya Atwater (* 1942), US-amerikanische Meeresgeologin
- Tanya Byron (* 1967), britische Psychologin
- Tanya Carpenter (* 1975), deutsche Autorin
- Tanya Chisholm (* 1983), US-amerikanische Schauspielerin und Tänzerin
- Tanya Donelly (* 1966), US-amerikanische Sängerin und Gitarristin
- Tanya Dubnicoff (* 1969), kanadische Radsportlerin
- Tanya Fear (* 1989), britische Schauspielerin
- Tanya Frei (* 1972), Schweizer Curlerin
- Tanya Haden (* 1971), US-amerikanische Cellistin, Sängerin und Künstlerin
- Tanya Hansen (* 1973), norwegische Pornodarstellerin
- Tanya Harford (* 1958), südafrikanische Tennisspielerin
- Tanya Hearn (* 1980), australische Endurosportlerin
- Tanya Huff (* 1957), kanadische Fantasy-Autorin
- Tanya Kahana (* 1985), deutsche Synchronsprecherin
- Tanya Kalmanovitch (* 1970), kanadische Musikerin
- Tanya Lieske (* 1964), deutsche Literaturkritikerin, Schriftstellerin, Journalistin und Radiomoderatorin
- Tanya M. Luhrmann (* 1959), US-amerikanische Ethnologin
- Tanya Neufeldt (* 1972), deutsche Schauspielerin
- Tanya Plibersek (* 1969), australische Politikerin
- Tanya Reinhart (1943–2007), israelische Linguistin
- Tanya Roberts (1949–2021), US-amerikanische Schauspielerin
- Tanya Samarzich (* 1994), mexikanische Fußballspielerin
- Tanya Seymour (* 1983), südafrikanische Dressurreiterin
- Tanya Stephens (* 1973), jamaikanische Dancehall-Reggae-Künstlerin
- Tanya Stewner (* 1974), deutsche Autorin
- Tanya Streeter (* 1973), US-amerikanische Taucherin
- Tanya Tagaq (* 1975), kanadische Sängerin, Liedermacherin, Romanautorin, Schauspielerin und bildende Künstlerin aus Cambridge Bay (Iqaluktuuttiaq), Nunavut, Kanada
- Tanya Tate (* 1979), britische Pornodarstellerin
- Tanya Tucker (* 1958), US-amerikanische Country-Sängerin
- Tanya Ury (* 1951), britisch-deutsche Künstlerin, Autorin und Kuratorin
- Tanya van Graan (* 1983), südafrikanische Schauspielerin
- Tanya Wexler (* 1970), US-amerikanische Filmregisseurin
- Tanya Woodward (* 1970), englische Badmintonspielerin
- Tanya Wright (* 1971), US-amerikanische Schauspielerin